# 卢卡斯·约恩森
卢卡斯·约恩森（丹麥語：Lukas Jørgensen，1999年3月31日—），丹麦男子手球运动员。他曾代表丹麦国家队参加2024年夏季奥林匹克运动会男子手球比赛，获得一枚金牌。他也曾获得2023年世界男子手球锦标赛冠军。